# جورج فيزينا
جوزيف-جورج-جونزاغيو فيزينا (/ˈvɛz[invalid input: 'ɨ']nə/; 
نطق فرنسي: [ʒɔʁʒ vezina]
؛ 21 يناير 1887 – 27 مارس 1926) هو حارس مرمى كندي محترف في لعبة هوكي الجليد لَعِب سبعة مواسم في اتحاد الهوكي الوطني (NHA) وتسعة أخرى في دوري الهوكي الوطني (NHL)، وذلك لصالح فريق مونتريال كنديانز. وبعد أن وقّع عقدًا مع فريق كنديانز عام 1910م؛ لعب فيزينا في 327 مباراة متتالية في موسم عادي، بالإضافة إلى 39 مباراة فاصلة، وذلك قبل أن يعتزل بعد تركه إحدى المباريات في وقت مبكر في عام 1925م بسبب شعوره بالإعياء. وشُخصت حالته حينذاك على أنها إصابه بمرض السل، وتوفى في March 27 عام 1926م بعد صراع مع المرض.
وكان فيزينا حارس المرمى الوحيد الذي لعب لصالح فريق كنديانز في الفترة بين 1910م و1925م، وقد ساهم في فوز فريقه بكأس ستانلي مرّتين في عامي 1916م و1924م، كما صعد بفريقه إلى نهائيات كأس ستانلي ثلاث مرات أخرى. ويلقب فيزينا بـ "الراجل رابط الجأش في شكوتيمي"؛ وذلك لرباطة جأشه أثناء حراسة المرمى. وقد دافع فيزينا عن عرينه ببسالة، حيث لم يُصب مرماه سوى سبع مرات طوال مسيرته الرياضية كلها: أربع مرات في اتحاد الهوكي الوطني، وثلاث مرات في دوري الهوكي الوطني. وفي عام 1918م، أصبح فيزينا أول حارس مرمى في دوري الهوكي الوطني يسجل أعلى نسبة مباريات نظيفة لفريقه، ويقدم أفضل تمريرة مصيرية ساهمت في إحراز هدف. وتكريمًا لذكرى فيزينا، قام فريق كنديانز في بداية موسم دوري الهوكي الوطني لعام 1926م - 1927م بتقديم كأس فيزينا ليصبح جائزة يتم تقديمها لأحسن حارس مرمى يدخل مرماه أقل عدد من الأهداف خلال الموسم. ومنذ عام 1981م، يتم منح هذه الجائزة لأفضل حارس مرمى يتم اختياره بناءً على تصويت يجريه مديرو العموم في دوري الهوكي الوطني. وقد كرمت مدينته الأم ذكراه بإطلاق اسم مركز جورج-فيزينا على الساحة الرياضية في المدينة. وعند افتتاح قاعة مشاهير الهوكي في عام 1945م، أُدرج اسم فيزينا ضمن المشاهير التسعة الأوائل.

## وصلات خارجية
- جورج فيزينا على موقع IMDb (الإنجليزية)
- جورج فيزينا على موقع دوري الهوكي الوطني (الإنجليزية)
- جورج فيزينا على موقع EliteProspects.com (الإنجليزية)
- جورج فيزينا على موقع HockeyDB.com (الإنجليزية)
- جورج فيزينا على موقع Hockey-Reference.com (الإنجليزية)
- جورج فيزينا على موقع قاعة كيبيك للمشاهير الرياضية (الفرنسية)